# انجیر چسب
انجیر چسب، انجیر پاکوتاه، انجیر رونده (نام علمی: Ficus pumila) نام گونه‌ای از گیاهان گلدار از تیره موراسه و بومی آسیای شرقی (چین، ژاپن، ویتنام) است. و در بخش‌هایی از جنوب شرقی و جنوب مرکزی ایالات متحده هم بومی شده‌است. ریشه‌شناسی نام گونه‌ها به کلمه لاتین pumilusبه معنای کوتوله مربوط است. و به برگ‌های بسیار کوچک این گیاه اشاره دارد.